# Antiblemma polyodon
Antiblemma polyodon är en fjärilsart som beskrevs av George Francis Hampson 1926. Antiblemma polyodon ingår i släktet Antiblemma och familjen nattflyn. Inga underarter finns listade i Catalogue of Life.